# Bałaszow
Bałaszow (ros. Балашов) – miasto w zachodniej Rosji, w obwodzie saratowskim, położone nad rzeką Chopior.

## Demografia
W 2010 roku miasto liczyło 82 227 mieszkańców. W 2020 roku liczyło 75 773 mieszkańców. W 2023 roku liczyło 72 900 mieszkańców.

## Gospodarka
W mieście rozwinął się przemysł odzieżowy, obuwniczy, spożywczy, materiałów budowlanych.